# 베오울프 (주인공)

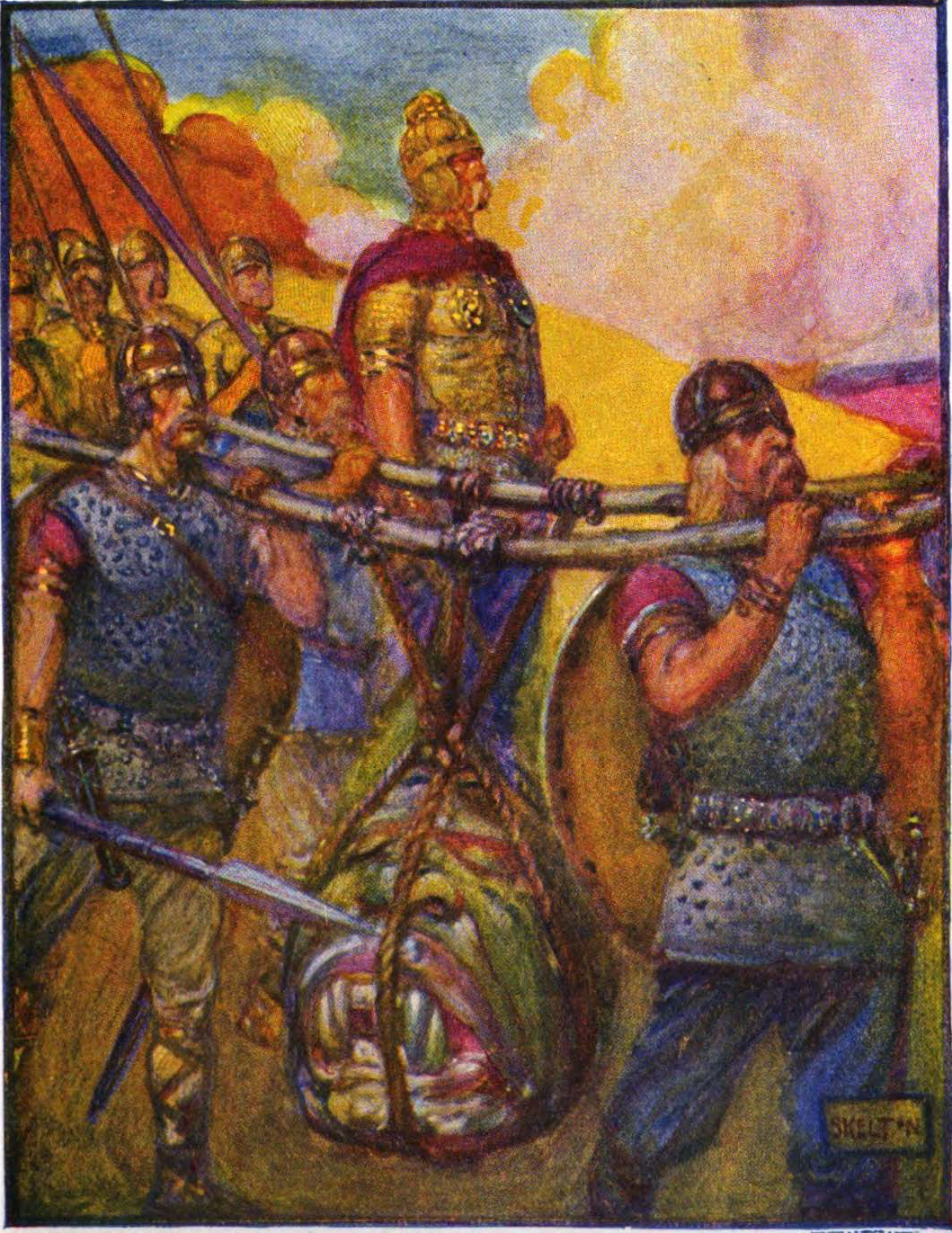
참수한 그렌델의 머리를 들고가는 베오울프.

베오울프(고대 영어: Bēowulf [ˈbeːo̯wʊlf])는 전설적인 기트족 영웅이자 왕이다. 그 행적을 서술한 서사시 《베오울프》는 현존하는 최고(最古)의 영문학 작품이다.
| 전임 허드레드 | 기트족의 왕 | 후임 위글라프 |